# Small Axe
Small Axe är en filmantologi från 2020, skapad och regisserad av den brittiske filmskaparen Steve McQueen.
Antologin består av fem filmer av varierande längd, som alla på olika sätt skildrar verkliga historier med immigranter från Västindien/Karibien i London från 1960- till 1980-talet. Serien hade premiär i Storbritannien den 15 november 2020 på BBC One.
Titeln refererar till ett ordspråk i engelskan, "Small axe fall big tree" (översatt, ungefär: "liten yxa fäller stort träd") eller "If you are the big tree, we are the small axe" ("om du är det stora trädet, är vi den lilla yxan"). Frasen populariserades av reggaesångaren Bob Marley genom hans låt från 1973 med samma titel, vilket knyter an till antologins tema genom att Marley härstammade från den karibiska önationen Jamaica.

## Filmerna
1. Mangrove (längd: 128 minuter)
2. Lovers Rock (68 minuter)
3. Red, White, and Blue (80 minuter)
4. Alex Wheatle (66 minuter)
5. Education (63 minuter)